# سیاه و سفید (فیلم هندی ۲۰۰۸)
سیاه و سفید (به انگلیسی: Black & White) فیلمی محصول سال ۲۰۰۸ و به کارگردانی سوبهاش گای است. در این فیلم بازیگرانی همچون آنیل کاپور، آنوراگ سینها، شفالی شاه، آدیتی شارما، عارون باکشی، نوازالدین صدیقی، مشتاق خان ایفای نقش کرده‌اند.